# Porto de Halifax

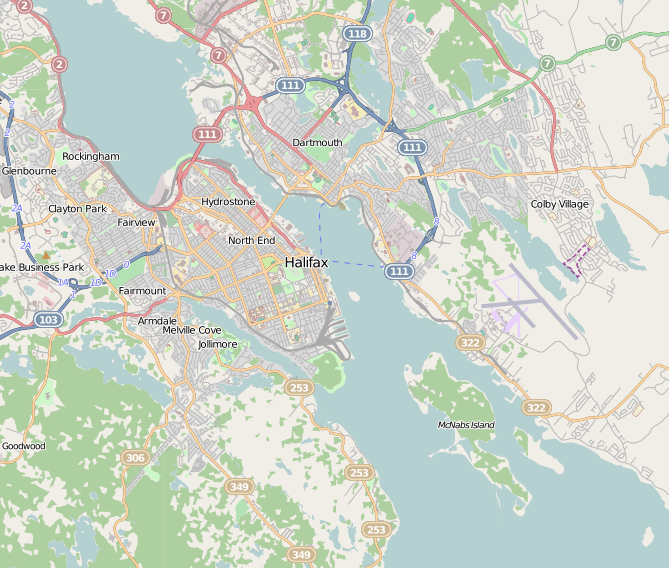
Mapa do porto de Halifax.

O Porto de Halifax é um grande porto natural na costa atlântica da província de Nova Escócia, no leste do Canadá. O porto está localizado no município regional de Halifax.